# علی‌اصغر رمک معصومی
علی‌اصغر رمک‌معصومی (متولد ۱۳۲۷) گیاه‌شناس ایرانی است. او برای نگارش یکی از جلدهای کتاب فلور ایران و نیز کتاب گون‌های ایران دو بار برندهٔ جایزهٔ کتاب سال شد.
او مدتی ریاست باغ ملی گیاه‌شناسی ایران و مؤسسه تحقیقات جنگلها و مراتع کشور را بر عهده داشت.